# 戻れない二人
「戻れない二人」(I Should've Followed You Home)は、アグネッタ・フォルツコグとゲイリー・バーロウの楽曲。

## 概要
- 本曲はアグネッタにとって5枚目のイングリッシュ・アルバムとなる『A』に収録されている楽曲で、アルバムからの3枚目のシングルとしてリリースされた。
- テイク・ザットのメンバーであるゲイリー・バーロウとのデュエットであり、バーロウがソングライティングも手掛けた。
- 同年にBBCで放送されたチルドレン・イン・ニード・ロックスで披露された、アグネッタが公の場で歌唱するのは25年ぶりであった[1]。

## 収録曲
デジタル・ダウンロード
1. I Should've Followed You Home (7th Heaven Radio Edit)
2. I Should've Followed You Home (Album version)
3. I Should've Followed You Home (7th Heaven Club Mix)
4. I Should've Followed You Home (7th Heaven Dub)